# أبيل فوينتيس
أبيل فوينتيس (بالإسبانية: Abel Fuentes)‏ هو لاعب كرة قدم مكسيكي، ولد في 16 نوفمبر 1993. لعب مع تايجرز أونال ونادي غوادالاخارا.